# Tour du Sahel
Le Tour du Sahel est une course cycliste par étapes disputée au Sahel, et plus précisément en Mauritanie. Créée en 2018, elle est dirigée par Laurent Bezault, ancien cycliste professionnel devenu conseiller technique de l'UCI.

## Histoire
La première édition en 2018 réunit 48 participants dont 19 cyclistes mauritaniens, les autres provenant de l'Algérie, du Maroc, du Sénégal et de Guinée. La victoire finale revient à El Houcaine Sabbahi (Maroc), devant Aymen Merdj (Algérie) et Bécaye Traoré (Sénégal). 
Le coup d'envoi de la seconde édition en 2019 est donné par le Président de la République Mohamed Ould Abdel Aziz.
En 2023, l'épreuve est inscrite au calendrier de l'Union cycliste internationale.

## Palmarès
| Année     | Vainqueur            | Deuxième           | Troisième                 |
| --------- | -------------------- | ------------------ | ------------------------- |
| 2018      | El Houçaine Sabbahi  | Aymen Merdj        | Bécaye Traoré             |
| 2019      | Grzegorz Kwiatkowski | Allaeldin Ahmouda  | Abdeladim Al Moutaouakkel |
| 2020      | El Houçaine Sabbahi  | Yasser Tahiri      | Lahcene Sabbahi           |
| 2021-2022 | pas de course        | pas de course      | pas de course             |
| 2023      | Adil El Arbaoui      | Achraf Ed Doghmy   | El Houçaine Sabbahi       |
| 2024      | pas de course        | pas de course      | pas de course             |
| 2025      | Stefan Verhoeff      | Anass Aït El Abdia | El Houçaine Sabbahi       |